# Борозна розщеплення

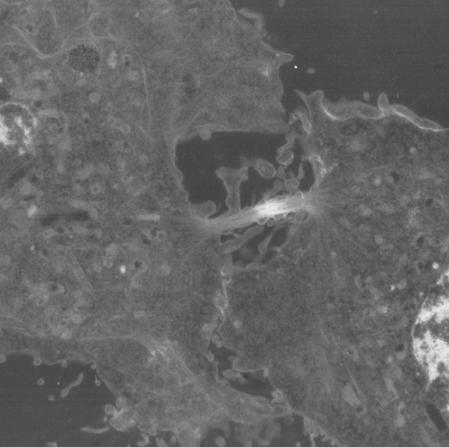
На цій мікросвітлині клітини борозна розщеплення майже повністю розділила клітину

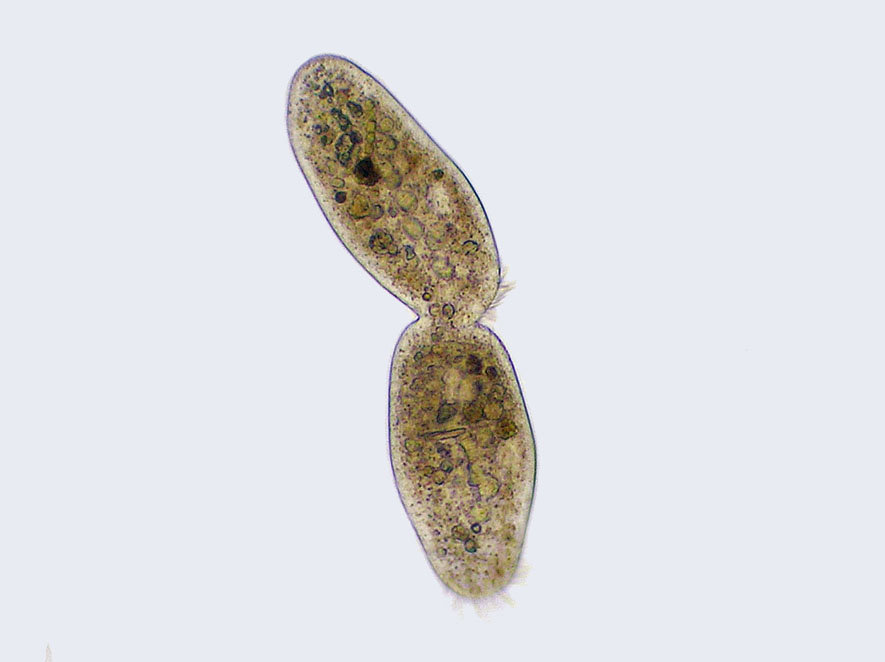
Останні процеси подвійного поділу, при цьому чітко видно борозну розщеплення

Борозна розщеплення у клітинній біології
 — поглиблення на поверхні клітини, з якого починається розщеплення, за допомогою якого клітини тварин і деяких водоростей піддаються цитокінезу, остаточному розщепленню мембрани в процесі поділу клітини. Ті самі білки, що відповідають за скорочення м'язів, актин і міозин, починають процес формування борозни розщеплення, створюючи актоміозинове кільце. У процедурі задіяні інші білки цитоскелета та білки, що зв’язують актин.

## Механізм
Рослинні клітини не здійснюють цитокінез за допомогою цього методу, але ці дві процедури не є абсолютно різними. Клітини тварин утворюють актин-міозинове скоротливе кільце в екваторіальній області клітинної мембрани, яке звужується, утворюючи борозну розщеплення. У рослинних клітинах виділення везикул Гольджі утворюють клітинну пластинку або перегородку на екваторіальній площині клітинної стінки під дією мікротрубочок фрагмопласту. Борозна розщеплення в клітинах тварин і фрагмопласт у клітинах рослин є складними структурами, що складаються з мікротрубочок і мікрофіламентів, які сприяють остаточному розділенню клітин на дві ідентичні дочірні клітини.

## Клітинний цикл
Клітинний цикл починається з інтерфази, коли відбувається реплікація ДНК, клітина росте і готується вступити в мітоз. Мітоз включає чотири фази: профазу, метафазу, анафазу і телофазу. Профаза - це початкова фаза, коли з'являються волокна веретена, які призначені для переміщення хромосом до протилежних полюсів. Цей веретеноподібний апарат складається з мікротрубочок, мікрофіламентів і складної мережі різноманітних білків. Під час метафази хромосоми шикуються за допомогою веретеноподібного апарату в середині клітини вздовж екваторіальної пластини. Під час анафази хромосоми переміщуються до протилежних полюсів і залишаються прикріпленими до волокон веретена поділу своїми центромерами. Формування борозни розщеплення тваринної клітини спричинене кільцем актинових мікрофіламентів, яке називається скорочувальним кільцем, що утворюється під час ранньої анафази. Міозин присутній в ділянці скоротливого кільця, оскільки в цій ділянці переважають концентровані мікрофіламенти та нитки актину. Нитки актину є як уже існуючими, так і новими. Розщеплення відбувається за допомогою цих моторних білків, актин і міозин, які є однаковими білками, що беруть участь у скороченні м’язів. Під час клітинного розщеплення скоротливе кільце стягується навколо цитоплазми клітини, поки цитоплазма не защемлюється на дві дочірні клітини. Під час кінцевої фази мітозу, телофази, борозна утворює міжклітинний міст за допомогою волокон мітотичного веретена. Фосфатидилетаноламін (PE) був присутній протягом цього часу, що вказує на те, що він може відігравати роль у русі між плазматичною мембраною та скорочувальним кільцем. Міст потім розривається та знову запечатується, щоб утворити дві ідентичні дочірні клітини під час цитокінезу. Розрив утворюється мікротрубочками, а повторне ущільнення нівелюється кальцієзалежним екзоцитозом за допомогою везикул Гольджі. Для порівняння, клітинна перегородка рослин і середня зона тваринної клітини аналогічні. Обидва вимагають везикулярної секреції апаратом Гольджі для повторного ущільнення та формування цитоскелетної мережі на додаток до мікротрубочок і мікрофіламентів для поділу та руху. Механізм борозни розщеплення в клітинах тварин являє собою складну мережу актинових і міозинових ниток, везикул Гольджі та кальцій-залежних каналів, що дозволяє клітині розпадатися, повторно ущільнюватися та формувати нові дочірні клітини з повними мембранами. 